# Maison vénitienne
 (juin 2025).
La Maison Vénitienne, également connue sous le nom de Maison Whitehead, est un bâtiment historique de Rijeka en Croatie.

## Histoire
Le palais a été érigé en 1888 selon les plans de l'architecte Giacomo Zammattio, un représentant de l'historicisme, à la demande de l'entrepreneur et ingénieur britannique Robert Whitehead, co-inventeur de la torpille.
Le bâtiment se distingue par son style d'inspiration vénitienne sur la façade. Il présente un revêtement en briques, des fenêtres cintrées de différentes formes et un grand portail d'entrée au rez-de-chaussée.

## Galerie

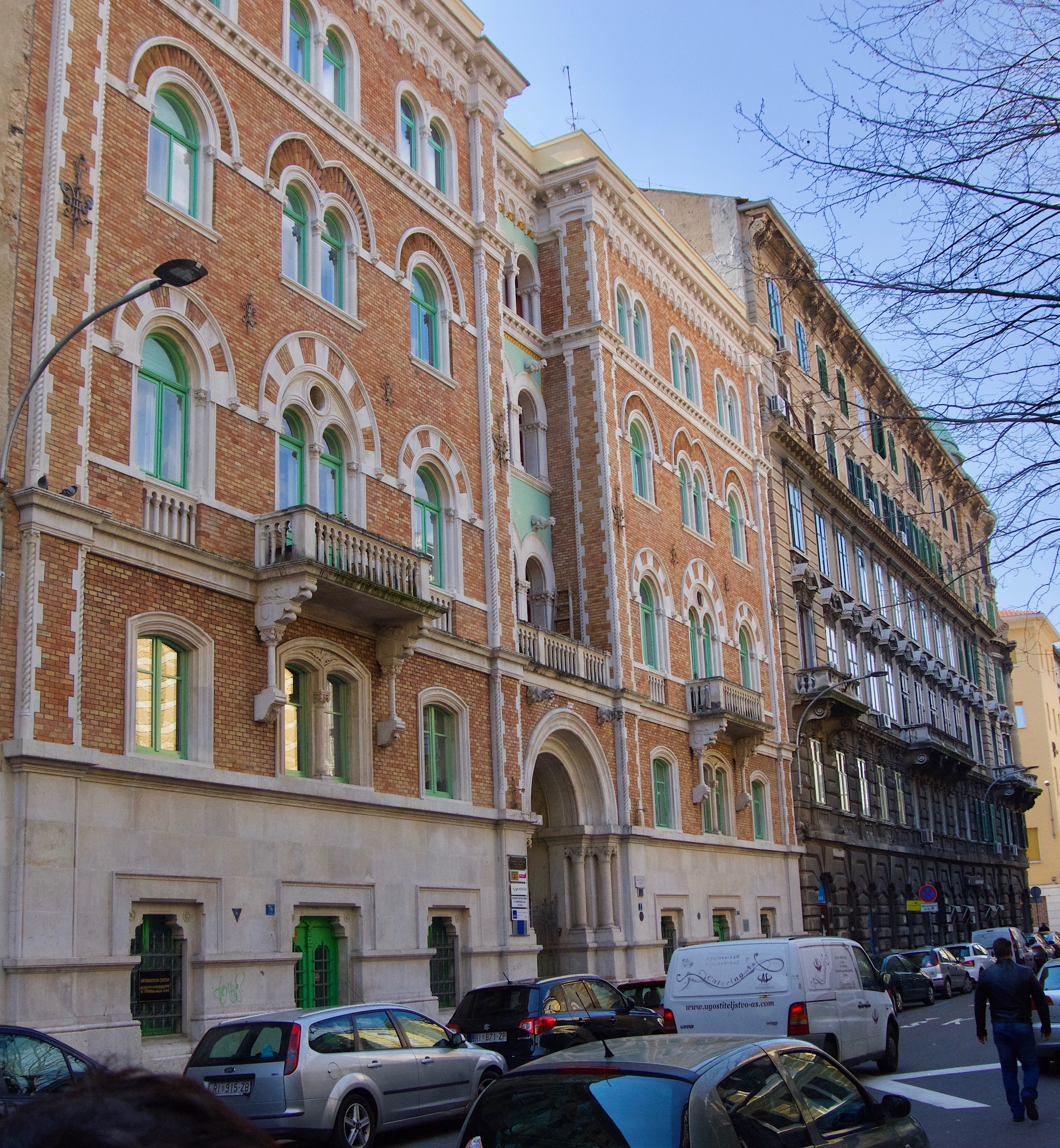
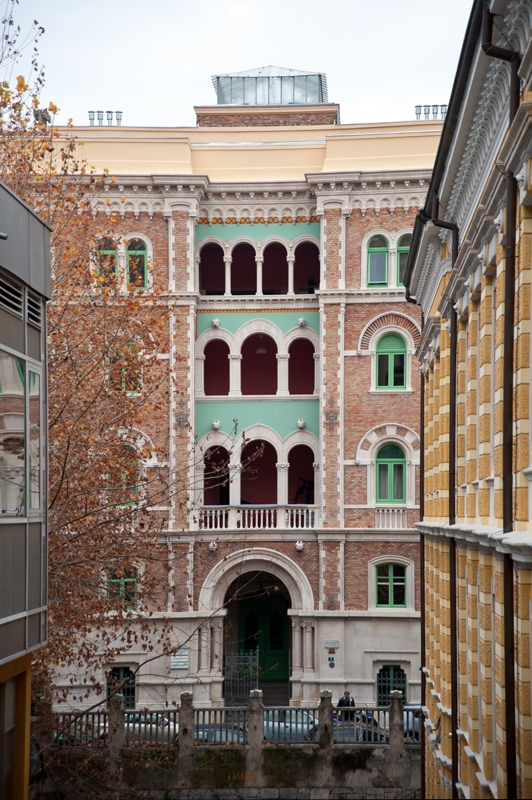